# Toto (Suisse)
Pour les articles homonymes, voir Toto.
Toto est un surnom pour désigner un Alémanique ou une personne d'origine Suisse allemande, qui est surtout utilisé en Suisse romande.

## Origine
Le mot toto est une aphérèse de Teutons.